# Calls (série télévisée, 2021)
Cet article concerne l'adaptation par Apple de la série télévisée française, Calls (série télévisée, 2017). Pour les autres significations, voir Calls (homonymie).
Production
Diffusion
Calls US (Canal+), Calls - Apple Original (Apple TV+ France), Calls (hors France) ou encore Appels (au Québec), est un thriller audio sous forme de série qui retrace l'histoire d'un groupe de personnes après un événement apocalyptique par le biais de conversations téléphoniques.   
La série est disponible sur Apple TV+ et myCANAL depuis le 19 mars 2021.  

## Synopsis
À travers des conversations téléphoniques, la série suit les déboires d'un groupe de personnages en plein chaos à la suite d'un événement apocalyptique.

## Distribution

### Acteurs (voix)
- Lily Collins (VF : Jessica Monceau) : Camila
- Nick Jonas (VF : Gauthier Battoue) : Sam
- Pedro Pascal (VF : Loïc Houdré) : Pedro
- Nicholas Braun (VF : Damien Witecka) : Tim
- Karen Gillan (VF : Laëtitia Lefebvre) : Sara
- Aaron Taylor-Johnson (VF : Jean-Christophe Dollé) : Mark
- Riley Keough (VF : Delphine Rivière) : Rose
- Ben Schwartz (VF : Antoine Schoumsky) : Andy
- Jennifer Tilly (VF : Déborah Perret) : Mère
- Mark Duplass (VF : Bruno Choël) : Patrick
- Judy Greer (VF : Anne Massoteau) : Alexis
- Rosario Dawson (VF : Géraldine Asselin) : Dr Katherine Beckett
- Laura Harrier (VF : Déborah Claude) : Layla
- Gilbert Owuor (VF : Emmanuel Curtil) : Craig
- Paul Walter Hauser (VF : Christophe Lemoine) : Floyd
- Edi Patterson (VF : Ingrid Donnadieu) : Darlene
- Danny Huston (VF : Gabriel Le Doze) : Frank
- Joey King (VF : Camille Timmerman) : Skylar
- Jaeden Martell (VF : Tom Trouffier) : Justin
- Johnny Sneed (VF : Valentin Merlet) : le commandant Perry
- Aubrey Plaza (VF : Alice Taurand) : Dr Rachel Wheating
- Stephen Lang (VF : Gérard Darier) : Dr Robert Wheating
- Clancy Brown (VF : Serge Biavan) : General Wilson
- Danny Pudi (VF : Donald Reignoux) : Dr Burman

## Équipe technique
- Fede Alvarez : producteur délégué
- Anna Marsh : productrice déléguée
- Françoise Guyonnet : productrice déléguée
- Shana Eddy-Grouf : productrice déléguée
- Raphaël Benoliel  : producteur délégué
- Timothée Hochet : producteur délégué / créateur
- Alexei Tylevich : producteur délégué

## Épisodes

### Saison 1 (2021)
La première saison est disponible dans son intégralité depuis 19 mars 2021 sur Canal+ et Apple TV+, et est composé de 9 épisodes. 
| # | Titre français                                                                  | Titre anglais                      | Durée      | Acteurs / Actrices |
| - | ------------------------------------------------------------------------------- | ---------------------------------- | ---------- | --- |
| 1 | 30 Décembre - La fin (Los Angeles / New York)                                   | The End                            | 13 minutes | - Nicholas Braun : Tim - Lily Collins : Camila - Karen Gillan : Sara                                                         |
| 2 | 09 Février - Le commencement (Phoenix)                                          | The Beginning                      | 18 minutes | - Aaron Taylor-Johnson : Mark - Riley Keough : Rose - Ben Schwartz : Andy - Jennifer Tilly : Mother                          |
| 3 | 02 Mars - Pedro, le voisin d'en face (Pasadena)                                 | Pedro, Across the Street           | 18 minutes | - Mark Duplass : Patrick - Judy Greer : Alexis - Pedro Pascal : Pedro                                                        |
| 4 | 29 Mars - C'est dans ta tête (San Francisco)                                    | It's All in Your Head              | 13 minutes | - Rosario Dawson Dr. Katherine Beckett - Laura Harrier : Layla                                                               |
| 5 | 5 Juin - Moi, Darlene & moi (Huntsville)                                        | Me, Myself and Darlene             | 14 minutes | - Paul Walter Hauser : Floyd - Edi Patterson : Darlene                                                                       |
| 6 | 14 Septembre - C'est l'univers (Indian Wells)                                   | The Universe Did It                | 17 minutes | - Nick Jonas : Sam - Danny Huston : Franck                                                                                   |
| 7 | 9 Novembre - Maman (Ribbonwood / San Diego)                                     | Mom                                | 19 minutes | - Joey King : Skylar - Jaeden Martell : Justin                                                                               |
| 8 | 30 Décembre - Y a-t-il un scientifique dans l'avion ? (Espace aérien américain) | Is There a Scientist on the Plane? | 16 minutes | - Aubrey Plaza : Dr. Rachel Wheating - Clancy Brown : General Wilson - Johnny Sneed : Jim Heard                              |
| 9 | 30 Décembre - Ma petite poupée bissextile (Azusa / Ithaca)                      | Leap Year Girl                     | 20 minutes | - Aubrey Plaza : Dr. Rachel Wheating - Stephen Lang : Dr. Wheating - Clancy Brown : General Wilson - Danny Pudi : Dr. Burman |

## Production

### Développement
Les droits de la série ont été rachetés à Canal+ par Apple en juin 2018 pour lancer la création de nouveaux épisodes (en anglais et non en français contrairement à la version d'origine) pour la plateforme Apple TV+. Ces nouveaux épisodes seront développés par Apple, en partenariat avec Studiocanal et Timothée Hochet (le créateur de la série).

### Une première pour Apple TV+
Ce partenariat entre Apple et Studiocanal marque également l'histoire d'Apple TV+ car Calls est le tout premier accord signé par Apple en ce qui concerne les séries européennes. 
La diffusion de la série a débuté le 19 mars 2021 à la fois sur Canal+ et Apple TV+, il s'agit là de la première série originale Apple à sortir sur un autre service que le sien.